# Actuador

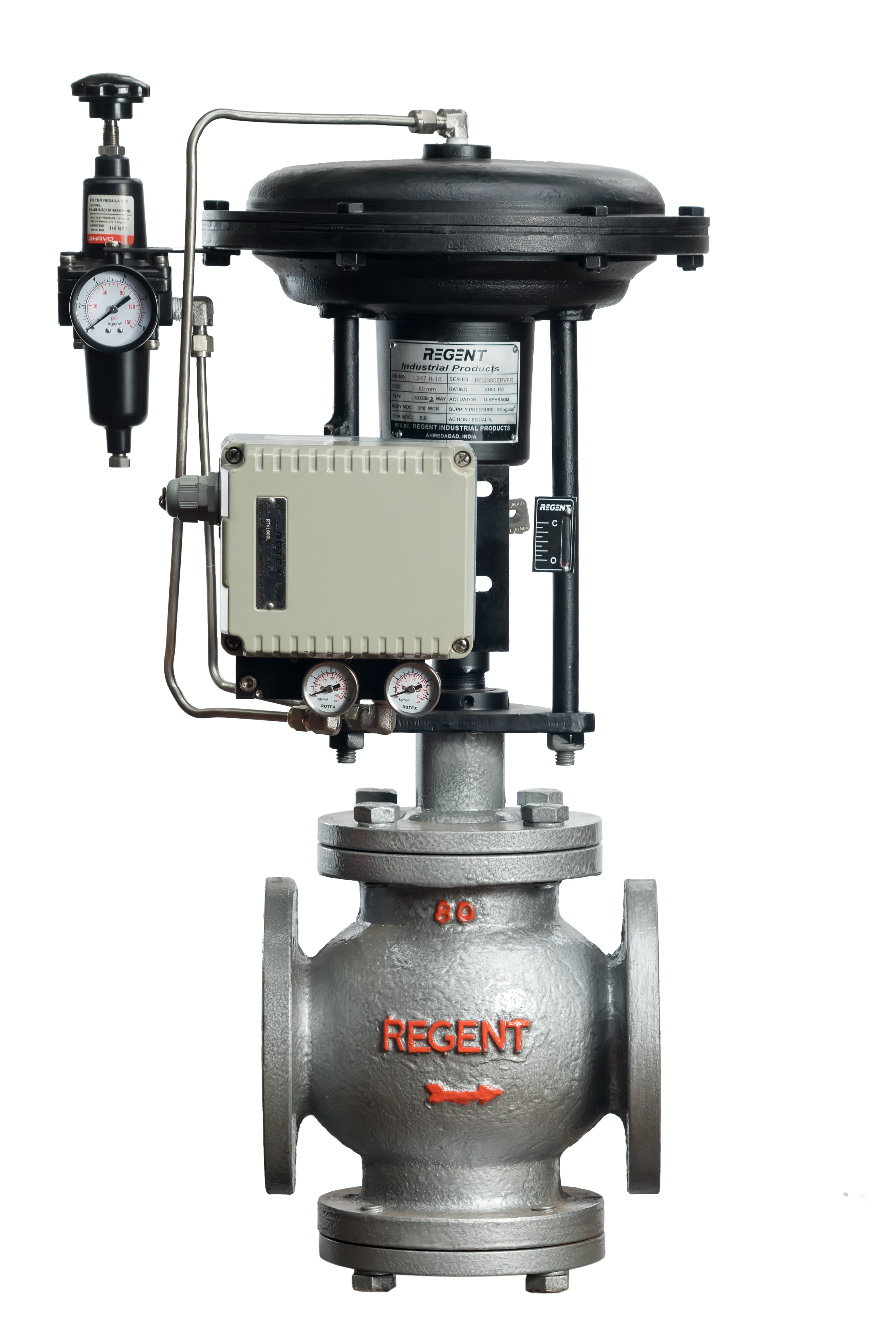
Vàlvula de control amb posicionador i actuador pneumàtic de membrana.

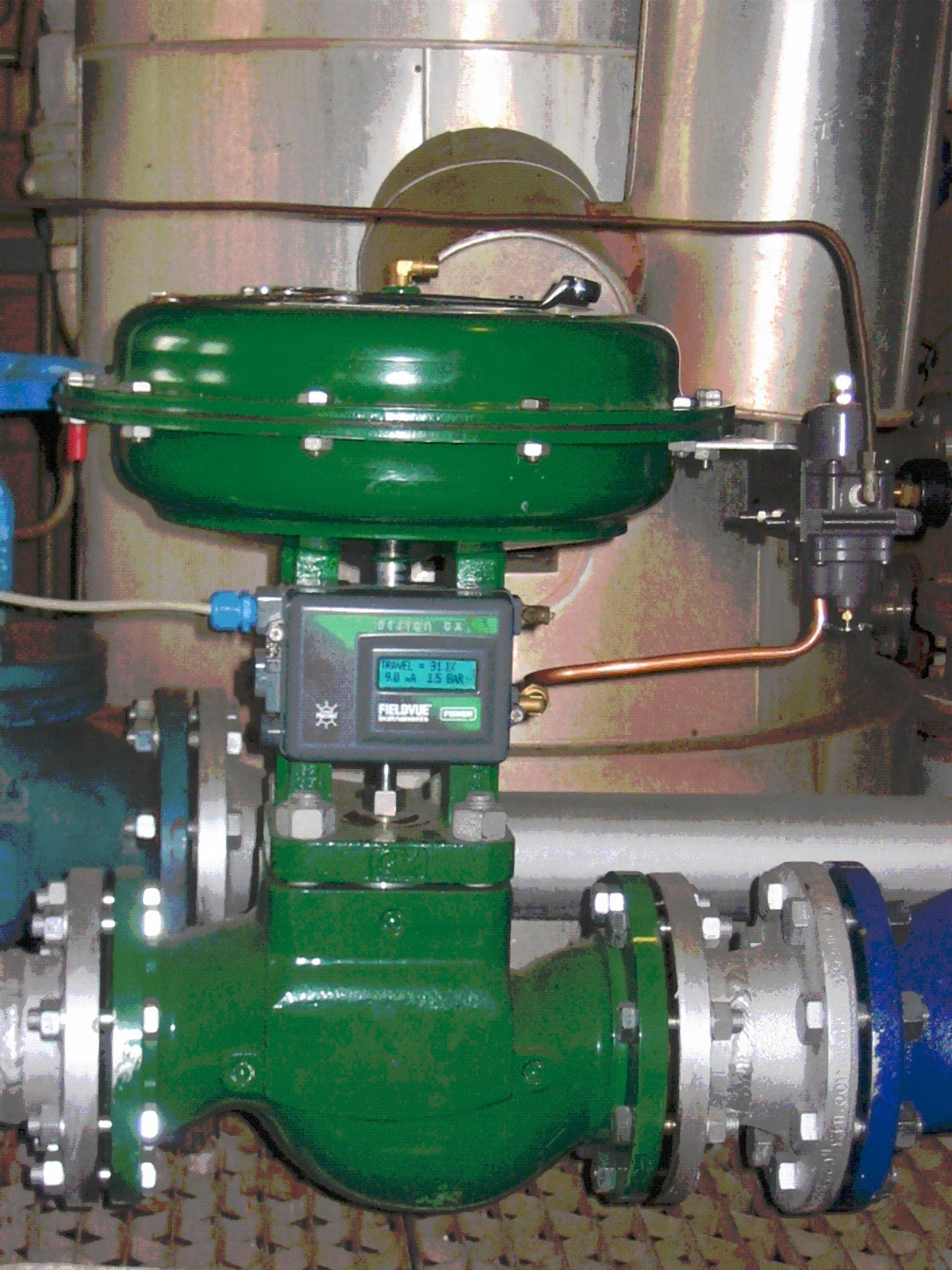
Vàlvula de control de globus amb actuador de diafragma pneumàtic i posicionador "intel·ligent"

Un actuador o accionament és un dispositiu o subsistema destinat a regular o variar la potència d'una planta o d'un automatisme. El seu principi de funcionament és la conversió d'energia generada normalment per l'aire, l'aigua o l'electricitat i transformar-la en algun tipus d'acció motriu.
Existeixen diversos tipus d'actuadors com per exemple els electrònics, els hidràulics, els pneumàtics i els elèctrics. Els actuadors hidràulics, pneumàtics i elèctrics són usats per a manejar aparells mecatrònics. En general, els actuadors hidràulics s'empren quan el que es necessita és potència, i els pneumàtics són simples posicionaments. No obstant això, els hidràulics requereixen molt equip per a subministrament d'energia, així com de manteniment periòdic. D'altra banda, les aplicacions dels models pneumàtics també són limitades des del punt de vista de precisió i manteniment.

## Classificació
Es pot establir una primera classificació d'actuadors segons el seu tipus de moviment:
- Lineals: generen una força lineal (exemple: moviment d'un pistó).
- Rotatoris: generen una força rotatòria (exemple: motor elèctric).[2]

L'objectiu final de l'actuador rotatori és generar un moviment giratori. El moviment ha d'estar limitat a un angle màxim de rotació. Normalment es parla d'actuadors de quart de volta, o 90°; fracció de volta per angles diferents a 90°,
per exemple 180°; i d'actuadors multivolta, per vàlvules lineals que tenen un eix de cargol o que requereixen múltiples voltes per a ser actuats.
Una segona classificació podria ser segons la tecnologia utilitzada o, dit d'una altra manera, segons el tipus d'energia utilitzada per a generar la força:
- Actuadors hidràulics: utilitzen líquids
  - Cilindres.
  - Motors.
  - Vàlvules.
  - Servovàlvula.
- Actuadors pneumàtics: utilitzen gasos
  - Cilindres.
  - Vàlvules.
  - Servovàlvula.
  - Actuadors de girs.
- Actuadors elèctrics: utilitzen energia elèctrica 
  - Electroquímics.
  - Electromecànics.
  - Piezoelèctrics.[4]
- Actuadors tèrmics: utilitzen energia tèrmica.
  - Actuadors bimetàl·lics.[5]
  - Actuadors de nitinol.[6][7]

## Actuadors hidràulics

Esquema de funcionament d'un cilindre de doble efecte.

Els actuadors hidràulics, que són els més antics, poden ser classificats d'acord amb la forma d'operació. Funcionen a base de fluids i pressions. El fluid més utilitzat és l'oli. Generalment, els moviments dels actuadors hidràulics són més lents que els pneumàtics degut a la viscositat del fluid utilitzat.
N'existeixen tres grans grups:

### Cilindres hidràulics
El desplaçament del cilindre por efecte de l'aire comprimit es produeix en un únic sentit que és el de l'avanç. El retrocés s'aconsegueix normalment gràcies a la incorporació d'una molla que està situada a l'interior del cilindre. Hi ha també cilindres d'efecte simple on manca la molla. En aquests cilindres el retrocés es produeix gràcies al pes de l'èmbol i la tija si la posició del cilindre és vertical
D'acord amb el seu funcionament podem classificar els cilindres hidràulics en tres tipus diferents: 
- Cilindre de simple efecte: el desplaçament del cilindre per efecte del fluid es produeix només en el sentit d'avanç. El retrocés es produeix gràcies a la pressió del fluid comprimit a mesura que l'èmbol de l'interior del cilindre avança, per la disminució de pressió en la zona del fluid i/o per ajuda d'un mecanisme de retorn.
- Cilindre de doble efecte: el desplaçament de l'èmbol del cilindre es produeix en els dos sentits, aconseguint una major potència en els dos sentits.
- Cilindre d'acció diferencial: donen la possibilitat de posicionar l'èmbol en qualsevol posició del cilindre a partir de la diferència de pressions aplicades als dos extrems del cilindre.

### Motors hidràulics
El moviment rotatori és generat per la pressió. Aquests motors es poden classificar en dos grans grups: el primer és un tipus rotatori en el que els engranatges són accionats directament per oli a pressió; el segon, de tipus oscil·lant, el moviment és generat per l'acció oscil·latòria d'un pistó o percussor (aquest últim té més eficiència). A continuació es mostra la classificació d'aquest tipus de motors:
Motor d'engranatge
Tipus Rotatori, motor de penell
Motor d'hèlix
Motor de lleva excèntrica
Pistó axial
Tipus Oscil·lant, motor d'eix inclinat

### Vàlvules
Una vàlvula és un dispositiu que permet establir o tallar la connexió hidràulica entre dos o més conductes o vies. Es diferencien 2 parts:
- Element de comandament: encarregat de commutar la connexió hidràulica entre conductes del circuit de potència. El comandament pot ser de tipus elèctric (electroimant), manual (polsador), hidràulic o pneumàtic.
- Element de potència: encarregat de variar o interrompre el pas del fluid.

### Servovàlvula
Una servovàlvula o vàlvula proporcional, compleix les característiques de la vàlvula convencional amb la diferència que és capaç de regular el cabal a través d'un determinat conducte seguint una certa magnitud de consigna de tipus elèctric.

## Actuadors pneumàtics

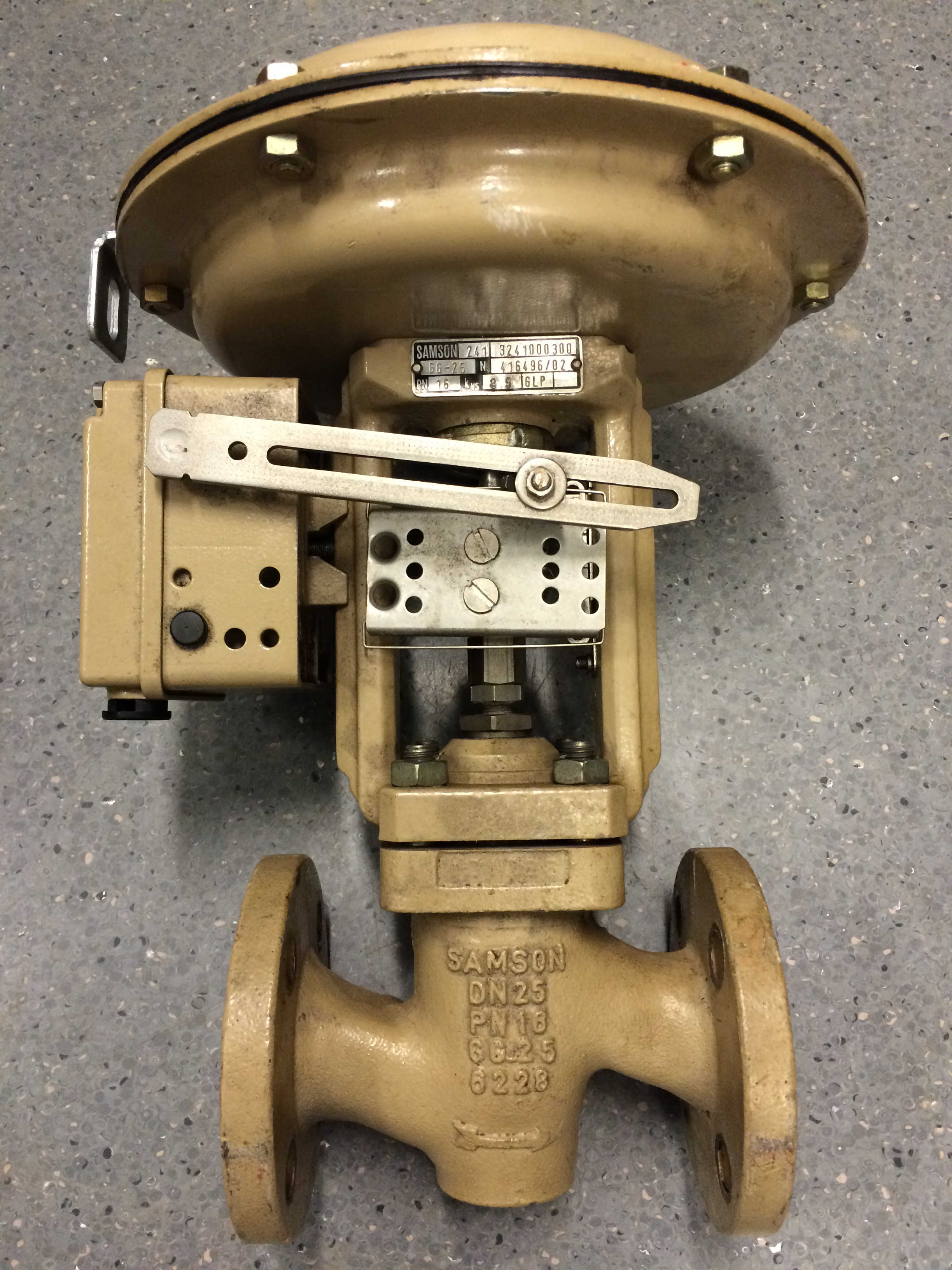
Petita vàlvula de control amb actuador pneumàtic de membrana (diafragma) i posicionador pneumàtic

Als mecanismes que converteixen l'energia de l'aire comprimit en treball mecànic se'ls denomina actuadors pneumàtics. Encara que en essència són idèntics als actuadors hidràulics, el rang de compressió és més gran en aquest cas, a part que hi ha una petita diferència pel que fa a l'ús i pel que fa a l'estructura, a causa del fet que aquests tenen poca viscositat.
La pneumàtica, és una energia totalment neta, ja que s'utilitza generalment l'aire de l'atmosfera prèviament tractat (filtrat i deshumidificat; a vegades lubrificat). Per tant, simplifiquem els automatismes respecte a la hidràulica, ja que en aquest cas agafem l'aire de l'atmosfera, l'utilitzem i el tornem a llençar a l'atmosfera evitant així tenir circuits de retorn i dipòsits on emmagatzemar el fluid.
En aquesta classificació, apareixen les manxes i diafragmes, que utilitzen aire comprimit i també els músculs artificials d'hule:
- D'efecte simple.
- Cilindre pneumàtic.
- Actuador pneumàtic de doble efecte (moviment lineal).
- Amb engranatge.
- Motor pneumàtic amb penell.
- Amb pistó.
- Amb un penell alhora.
- Multi-penell.
- Motor rotatiu amb pistó.
- De ranura vertical.
- D'èmbol.
- Amb retorn automàtic (normalment molla)

La potència mecànica de sortida vindrà donada en els actuadors lineals per:
Potència de sortida = força x Velocitat
En els actuadors rotatius serà:
Potència de sortida = Moment motor x Velocitat angular

## Actuadors elèctrics
L'estructura d'un actuador elèctric és simple en comparació amb la resta d'actuadors, ja que només cal energia elèctrica com a font de poder. Com que s'utilitzen cables elèctriques per transmetre l'electricitat i els senyals, és altament versàtil i pràcticament no hi ha restriccions respecte a la distància entre la font de poder i l'actuador.
Existeix una gran quantitat de models i és fàcil utilitzar-los amb motors elèctrics estandarditzats segons l'aplicació. En la majoria dels casos és necessari utilitzar reductors, a causa del fet que els motors són d'operació continua.
Utilització d'un pistó elèctric per dur a terme l'accionament d'una vàlvula petita.
La manera més senzilla per a l'accionament amb un pistó, és la instal·lació d'una palanca solidaria a una xarnera adherida a una superfície paral·lela a l'eix del pistó d'accionament i a les entrades roscades.

## Actuadors electrònics
Els actuadors electrònics també són molt utilitzats en els aparells mecatrònics (la mecatrònica és el disseny i manufactura de productes i sistemes que posseeix una funcionalitat mecànica i un control algorítmic integrat), com per exemple, en els robots. Els servomotors CA sense escombretes s'utilitzaran en el futur com a actuadors de posicionament precís degut a la demanda de funcionament sense tantes hores de manteniment.

## Parts d'un actuador
1. Sistema de "clau de seguretat" : Aquest mètode de clau de seguretat per a la retenció de les tapes de l'actuador, usa una cinta cilíndrica flexible d'acer inoxidable en una ranura de lliscament llaurada a màquina. Això elimina la concentració d'esforços causats per càrregues centrades en els cargols de les tapes i helicoils. Les Claus de Seguretat incrementen de gran forma la força de l'assemblat de l'actuador i proveïxen un tancament de seguretat contra desacoblaments perillosos.
2. Pinyó amb ranura: Aquesta ranura en la part superior del pinyó proveïx una transmissió autocentrada, directa per a indicadors de posició i interruptors de posició, eliminant l'ús de brides d'acoblament. (Sota la norma Namur).
3. Coixinets d'entroncament: Aquests coixinets d'entroncament barrinats i enroscats serveixen per a simplificar l'acoblament d'accessoris a muntar en la part superior. (Sota normes ISO 5211 i VDI).
4. Passada d'aire gran: Els conductes interns per al passatge d'aire extra grans permeten una operació ràpida i evita el bloqueig d'aquests.
5. Monyó: Un monyó de nou disseny i de màxima durada, permanentment lubricat, resistent a la corrosió i de fàcil reemplaçament, estén la vida de l'actuador en les aplicacions més severes.
6. Construcció: S'ha de proveir força màxima contra abonyegaments, xocs i fatiga. El seu pinyó i cremallera ha de ser de gran calibre, ha de ser llaurat amb maquinària d'alta precisió, i elimina el joc per a poder obtenir posicions precises.
7. Ceramigard: (Al₂O₃) Superfície forta, resistent a la corrosió, semblant a la ceràmica. Protegeix totes les parts de l'actuador contra desgast i corrosió.
8. Revestiment: Un revestiment doble, per a proveir extra protecció contra ambients agressius.
9. Acoblament: Acoblament o desacoblament de mòduls de reposició per ressort, o de seguretat en cas de fallada de la pressió d'aire.
10. Cargols d'ajustament de carrera: Proveïx ajustaments per a la rotació del pinyó en ambdues adreces de viatge; el que és essencial per a tota vàlvula de cambra de tornada.
11 Monyons radials i de càrrega del pinyó: Monyons reemplaçables que protegeixen contra càrregues verticals. Monyons radials suporten tota càrrega radial.
12. Segells del pinyó - superior i inferior: Els segells del pinyó estan posicionats per a minimitzar tot buit possible, per a protegir contra la corrosió.
13. Ressorts indestructibles de seguretat en cas de falla: Aquests ressorts són dissenyats i fabricats per a mai fallar i posteriorment són protegits contra la corrosió. Els ressorts són classificats i assignats de forma particular per a compensar la pèrdua de memòria a la qual aquesta subjecta tot ressort; per a una veritable confiança en cas de falla en el subministrament d'aire.

## Els actuadors més comuns són
- Cilindres pneumàtics i hidràulics: Realitzen moviments lineals.
- Motors (actuadors de gir) pneumàtics i hidràulics: Realitzen moviments de gir per mitjà d'energia hidràulica o pneumàtica.
- Vàlvules: N'hi ha de comandament directe, motoritzades, electropneumàtiques, etc. S'utilitzen per a regular el cabal de gasos i líquids.
- Resistències calefactores: S'utilitzen per a escalfar.
- Motors elèctrics: Els més utilitzats són d'inducció, de corrent continu, sense escombretes i pas a pas.
- Bombes, compressors i ventilador: Moguts generalment per motors elèctrics d'inducció.

## Exemples d'aplicacions
Humans - músculs
Mecànica - actuadors mecànics funcionen per conversió de moviment rotatori en moviment lineal, o viceversa. La conversió es realitza gairebé sempre a través d'uns pocs tipus de mecanisme simple, incloent:
- Cargol: el gat de cargol, cargol de la bola i actuadors del cargol de rodets totes operen sota el principi de la màquina simple, coneguda com el cargol. En girar la rosca de l'actuador, l'eix es mou el cargol en una línia. En moure l'eix del cargol, la femella gira.
- Roda i eix: Mecanisme d'elevació, el torn, pinyó i cremallera, transmissió per cadena, transmissió per corretja, cadena rígida i actuadors rígida del cinturó funcionen segons el principi de la roda i l'eix. En girar una roda / eix (per exemple, bidó, engranatge, politja o eix) un membre lineal (per exemple, cable, prestatge, cadena o corretja) es mou. En moure el membre lineal, la roda gira l'eix.
En enginyeria, els actuadors s'utilitzen sovint com a mecanismes per introduir el moviment, o per subjectar un objecte per tal d'impedir el moviment. En l'enginyeria electrònica, actuadors són una subdivisió de transductors. Són dispositius que transformen un senyal d'entrada (sobretot un senyal elèctric) en el moviment.
Exemples concrets són: motors elèctrics, actuadors pneumàtics, actuadors hidràulics, accionaments lineals, unitat de pinta, actuadors piezoelèctrics, bimorphs tèrmiques, dispositius de micromiralls i polímers electroactius.
Els motors s'utilitzen sobretot quan els moviments circulars són necessaris, però també es pot utilitzar per a aplicacions lineals mitjançant la transformació de circular a un moviment lineal amb un pern i un transductor de cargol. D'altra banda, alguns actuadors són intrínsecament lineal, com ara actuadors piezoelèctrics.

## Eficiència Termodinàmica
L'eficiència d'un actuador és una eina útil a l'hora de valorar l'efectivitat d'un mecanisme. És un valor adimensional que sol comprendre’s entre 0 i 1 i expressa el factor de conversió d'energia o rendiment. La majoria de les pèrdues d'energia (degudes a fricció, pèrdues magnètiques, turbulències, etc.) es dissipa tèrmicament (en forma de calor).
La fórmula és la següent:
{\displaystyle \varepsilon ={\frac {\text{Treball útil}}{\text{Energia utilitzada}}}={\frac {\text{Energia que dona o surt del sistema}}{\text{Energia que rep o entra al sistema}}}}